# Pont de Vernay (Airvault)
Der Pont de Vernay ist eine Brücke über den Fluss Thouet bei Airvault, Département Deux-Sèvres, in der französischen Region Nouvelle-Aquitaine.

## Funktion
Der Pont de Vernay verband – anstelle einer älteren Furt – das Ostufer des Thouet mit seinem Westufer und war für reisende Händler und Kaufleute genauso wichtig wie für Jakobspilger oder die Bauern der Gegend. Heute ist die Brücke nur noch von lokaler Bedeutung, da etwa 500 und 1300 Meter weiter nördlich zwei Straßenbrücken die Hauptverkehrslast aufnehmen.

## Lage
Der Pont de Vernay liegt etwa einen Kilometer südwestlich der Ortsmitte von Airvault.

## Baugeschichte
Der mündlichen Überlieferung zufolge wurde der Brückenbau von den Mönchen der Abtei Saint Pierre von Airvault im 12. Jahrhundert initiiert und – zumindest in Teilen – auch von diesen selbst durchgeführt. In den darauffolgenden Jahrhunderten wurde die Brücke immer wieder restauriert; die letzten Ausbesserungsarbeiten fanden im Jahr 1960 statt. Das Brückenbauwerk wurde bereits 1868 in die Liste der Monuments historiques eingetragen.

## Architektur
Die etwa 115 m lange und durchschnittlich ca. 3,50 m breite mittelalterliche Steinbogenbrücke besteht aus 11 Bögen von unterschiedlicher Höhe aber in etwa gleicher Spannweite. Jeder Bogen ist von drei Gurtbögen unterzogen – ein Charakteristikum, welches sich auch an einigen englischen Brücken jener Zeit findet, in Frankreich ansonsten jedoch unbekannt ist (siehe auch: Pont de Santa Quitèria bei Villarreal, Provinz Castellón, Spanien). Demzufolge waren es vielleicht doch nicht die Mönche von Airvault, sondern spezialisierte Brückenbauer der Plantagenets, die die Konstruktion in Angriff nahmen. Die leicht zurückgestuften äußeren Gurtbögen tragen optisch durchaus zur Ästhetik der Brücke bei.
Die flussaufwärts liegende Pfeilerseite ist zur Ableitung von Treibgut angespitzt; die flussabwärts liegende Pfeilerseite ist dagegen durch Strebepfeiler zusätzlich stabilisiert. Direkt unterhalb der etwa 80 cm hohen Brüstungen zu beiden Seiten der Fahrbahn verläuft ein Wulst, der darauf schließen lässt, dass die Brückenaufbauten in der Renaissance oder im Barock teilweise erneuert wurden.

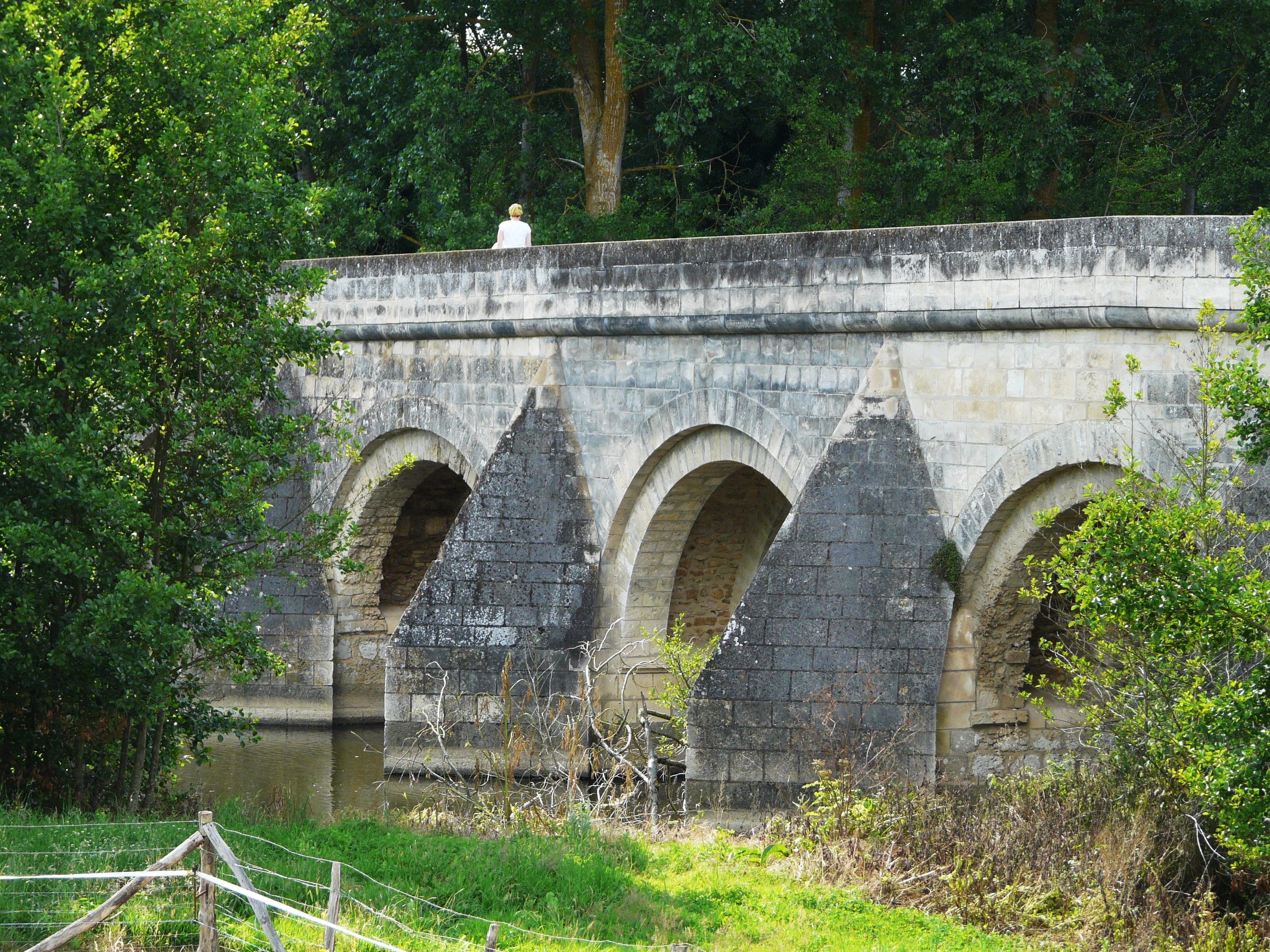
Pont de Vernay mit Gurtbögen (flussaufwärts)
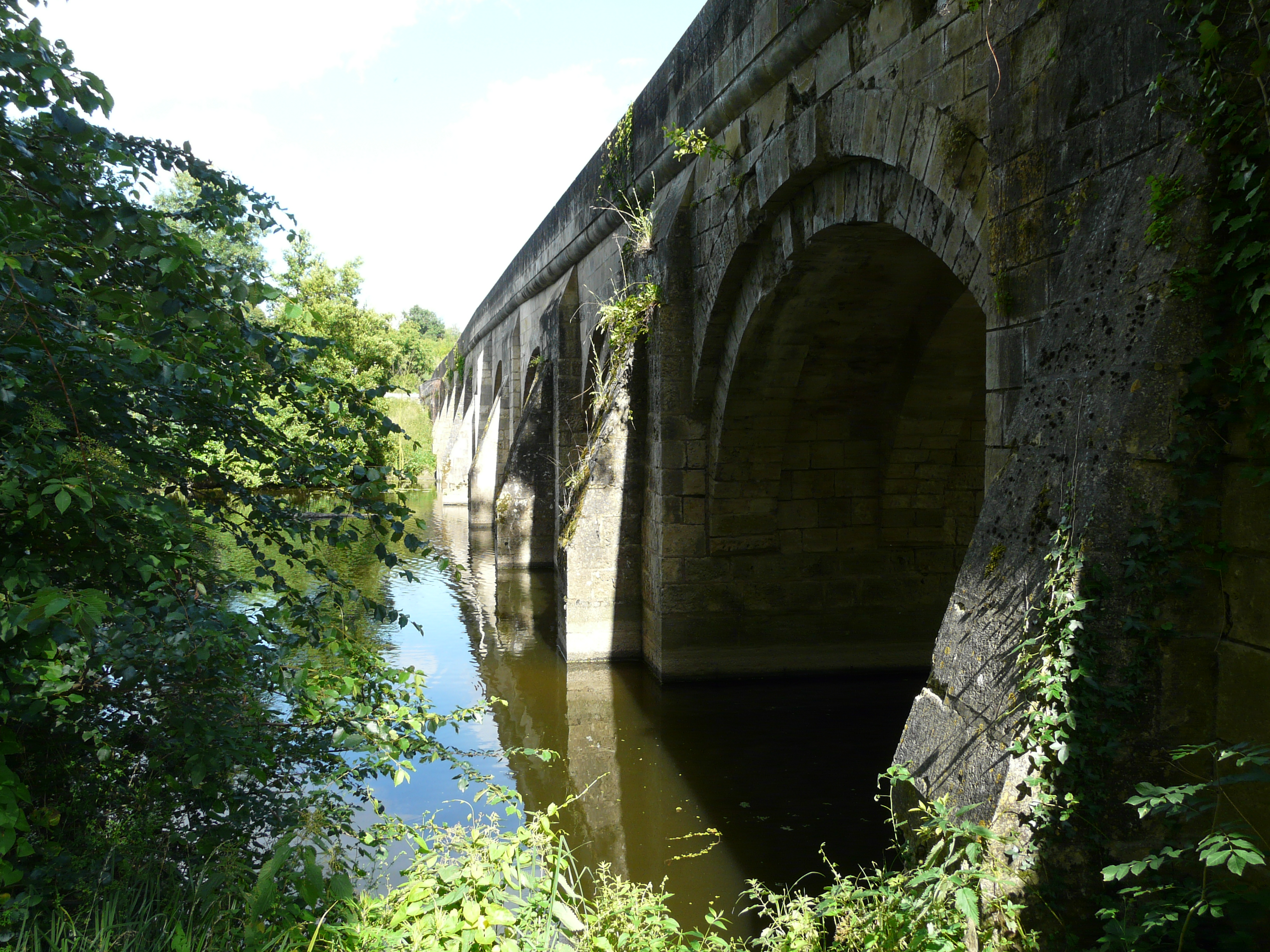
Pont de Vernay (flussabwärts)
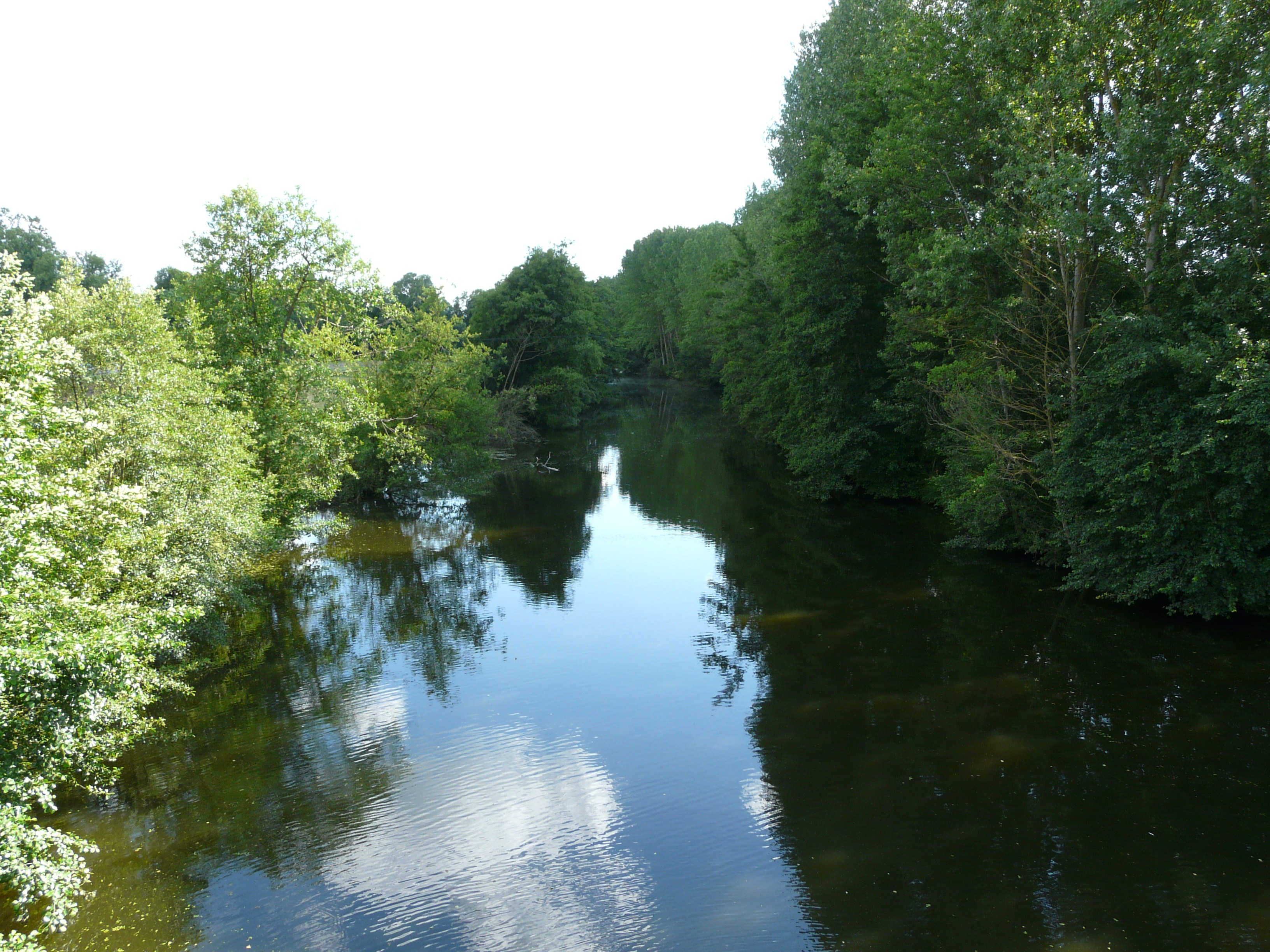
Blick von der Brücke (flussaufwärts)
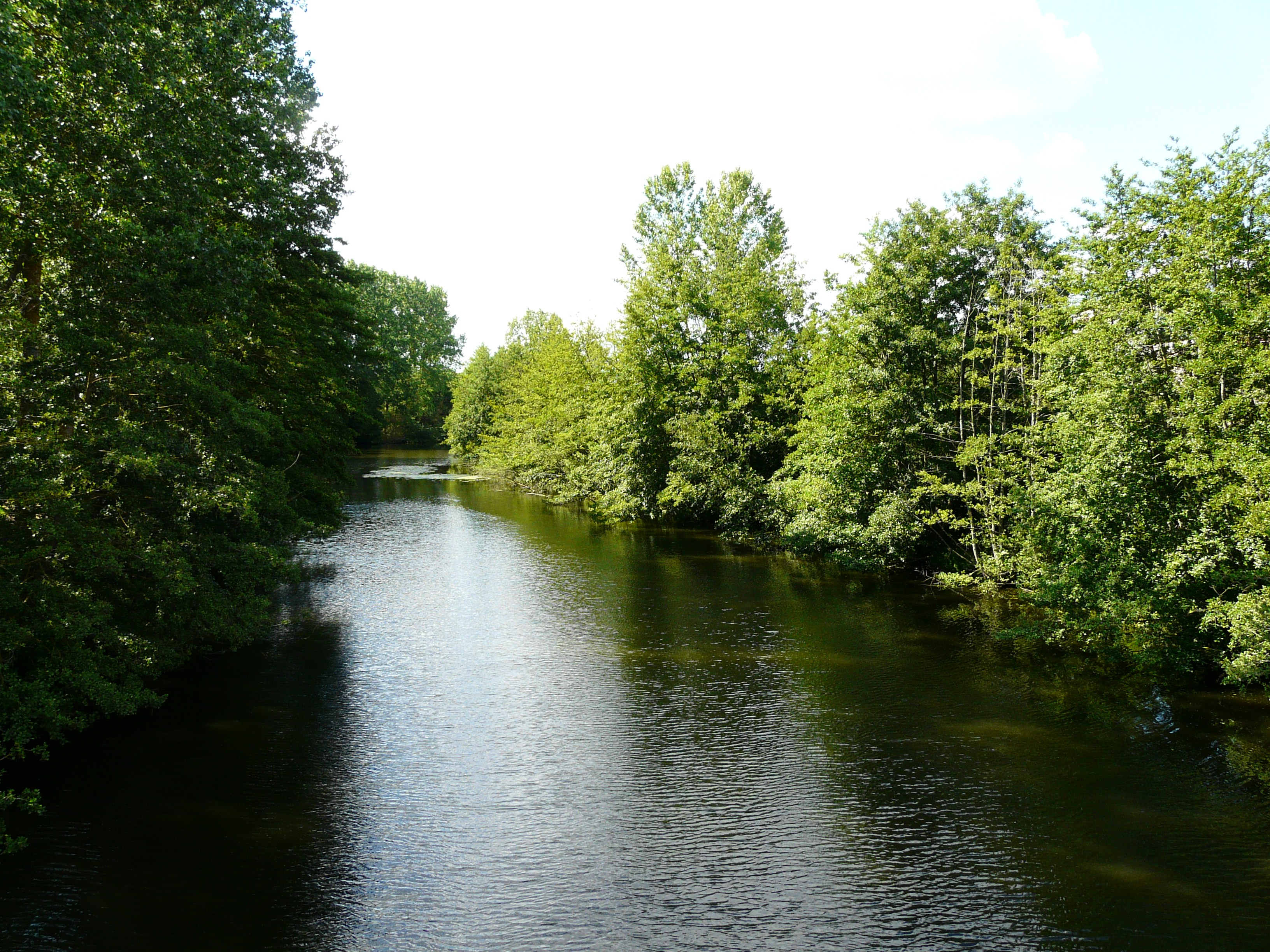
Blick von der Brücke (flussabwärts)